# Еворський собор
Ево́рський собо́р (порт. Sé de Évora), або Катедра́льний собо́р Внебовзя́ття Ді́ви Марі́ї (порт. Catedral de Nossa Senhora da Assunção) — католицький храм у Португалії, у місті Евора. Катедральний собор Еворської архідіоцезії. Резиденція архієпископів Еворських. Названий на честь Внебовзяття Марії. Найстаріша церква міста. Закладений 1184 року після звільнення міста з ісламської окупації. Освячений 1204 року. Капітально розбудований у XIV столітті. Поєднує в собі декілька архітектурних стилів — романський, готичний, бароковий. Центр Еворської поліфонічної школи. За понтифікату Пія XI отримав статус малої базиліки. Капітально відреставрований на початку ХХ століття. Національна пам'ятка Португалії (1910).

## Джерела

Еворський собор - Sé Catedral de Évora
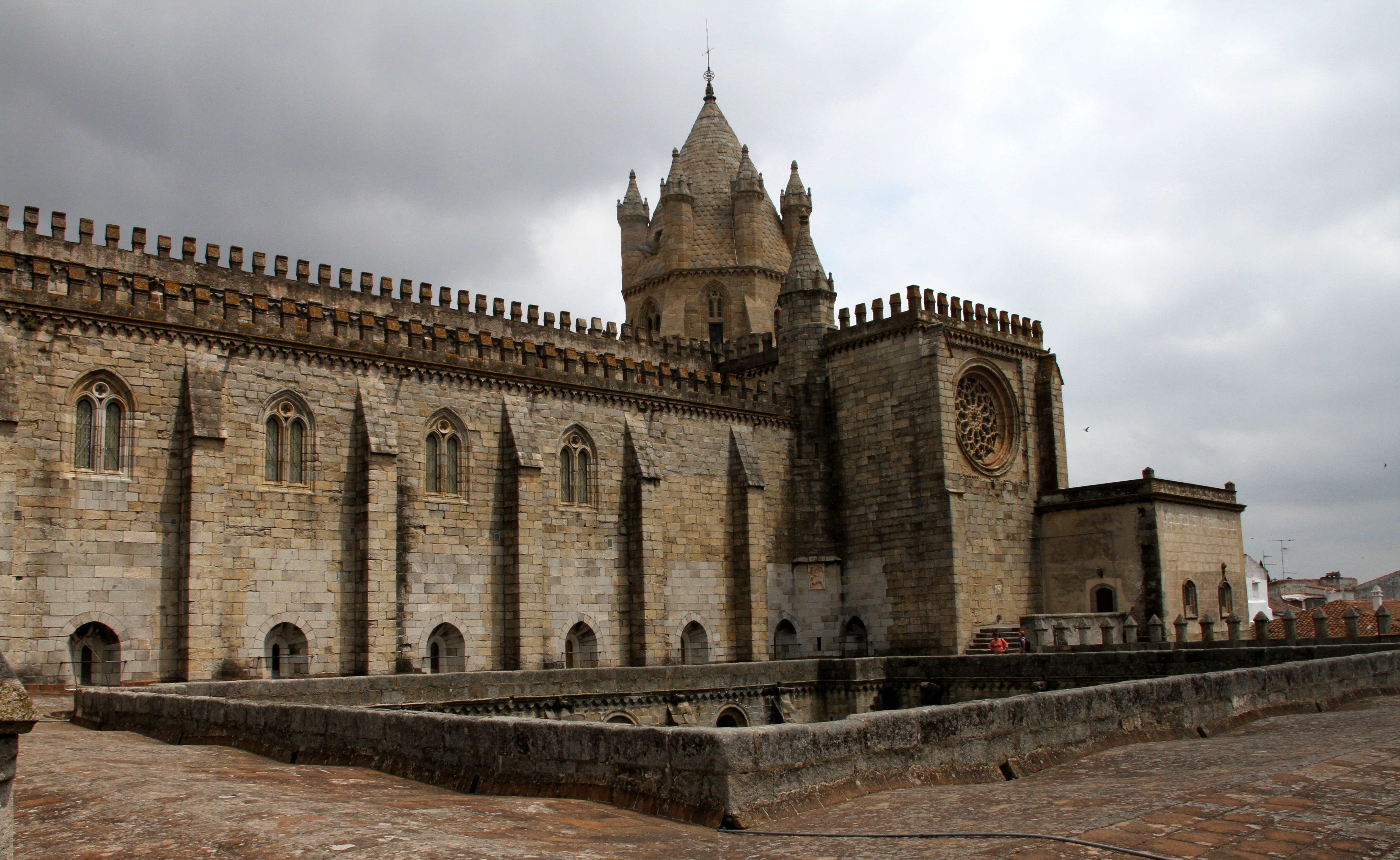
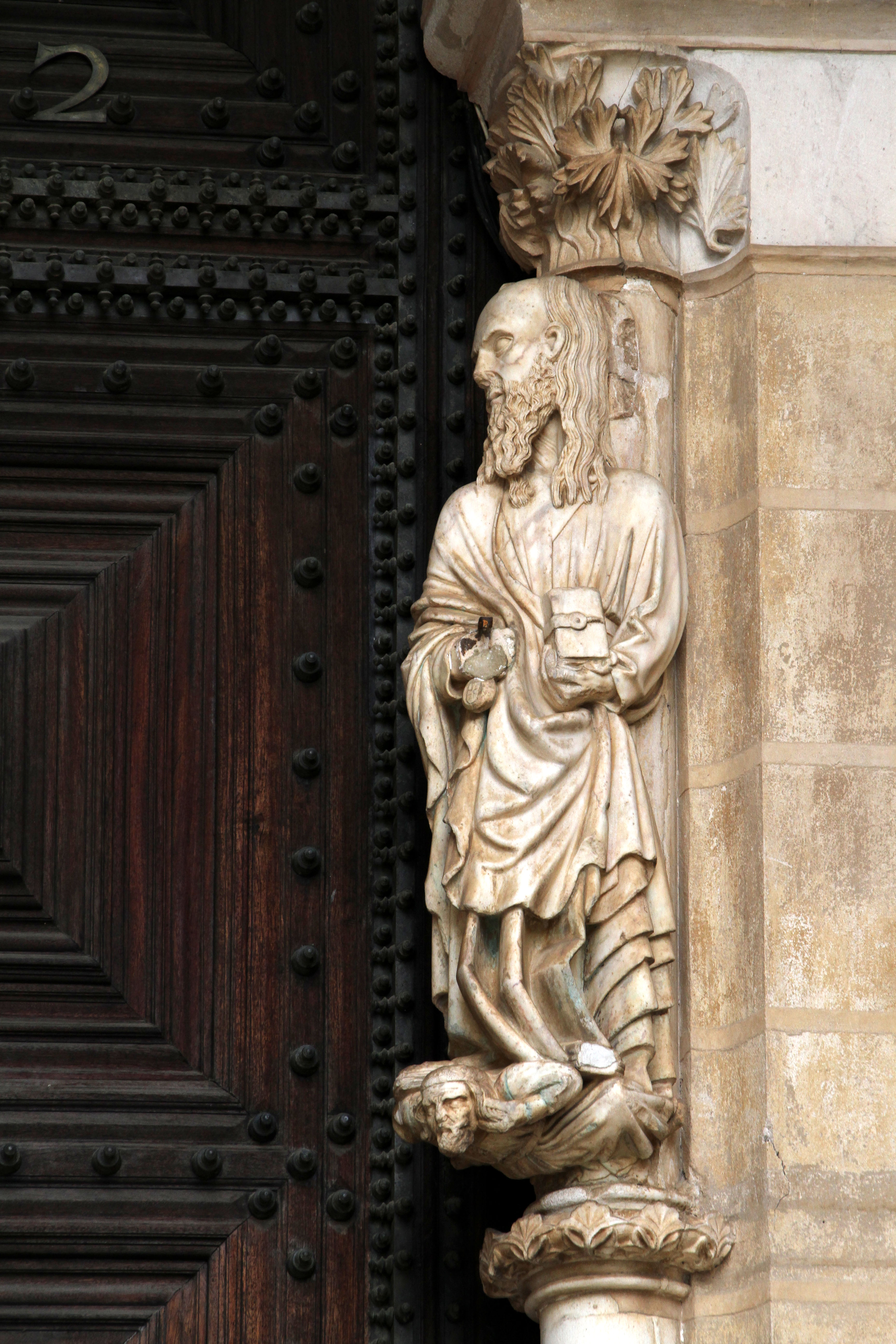
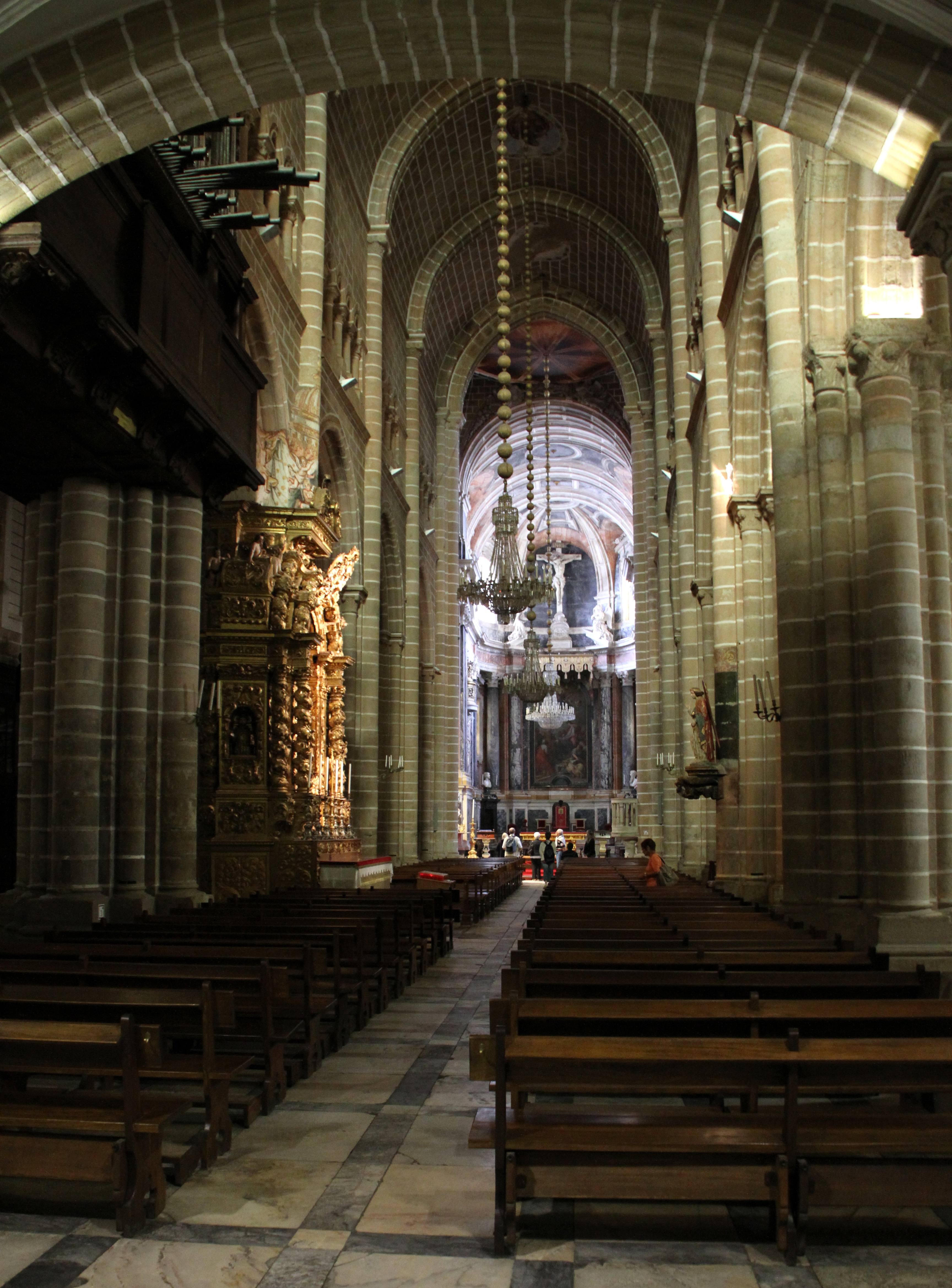
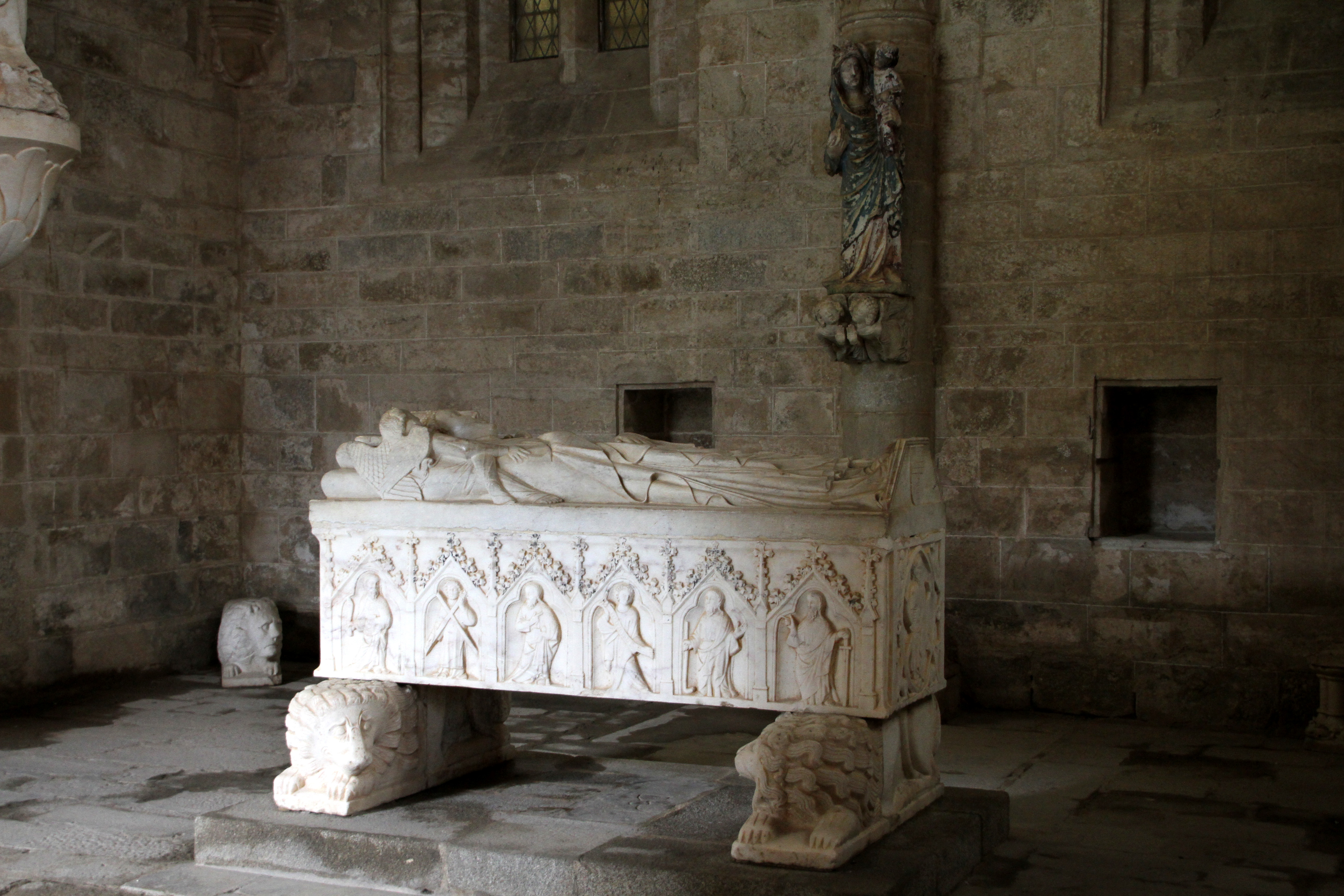
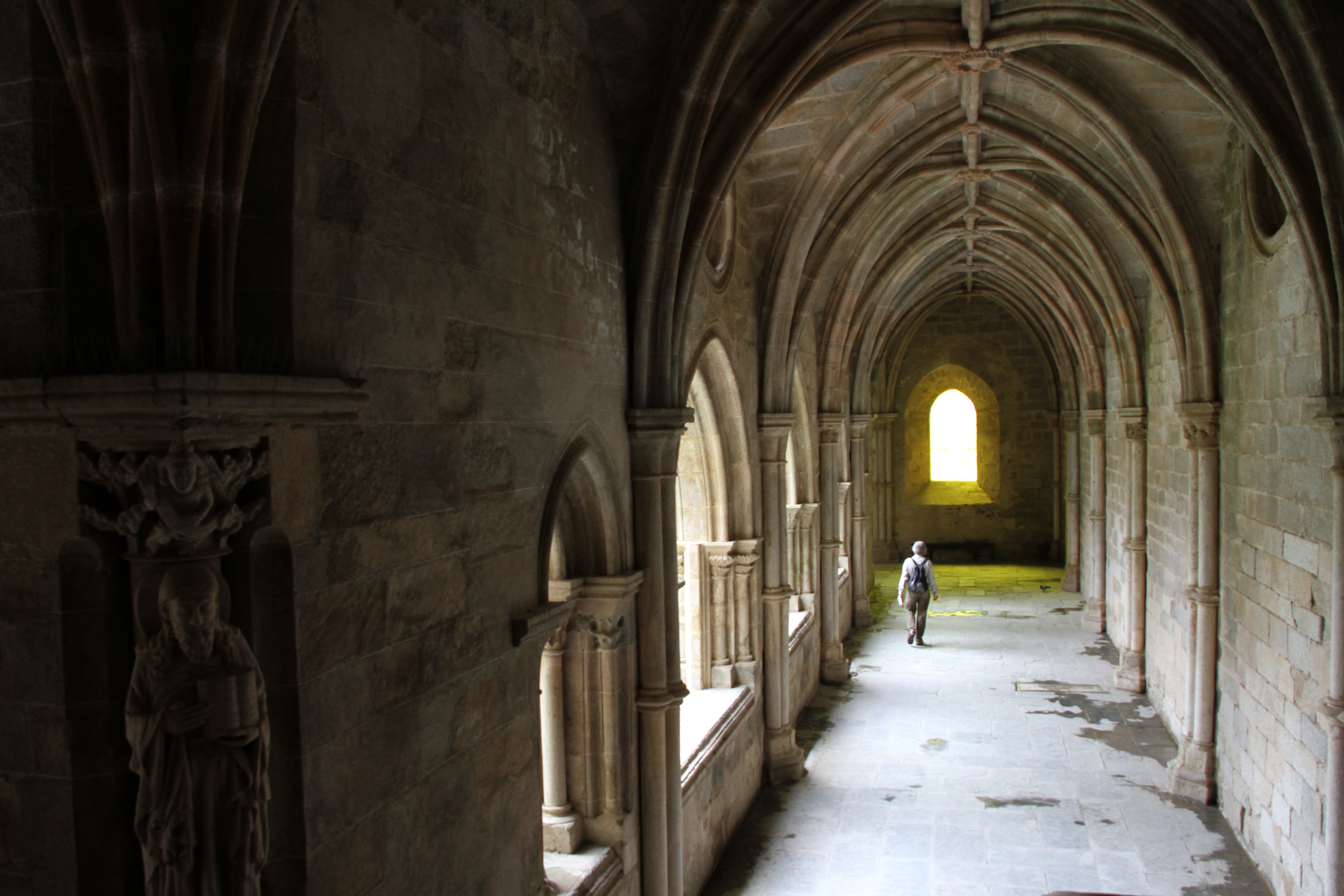
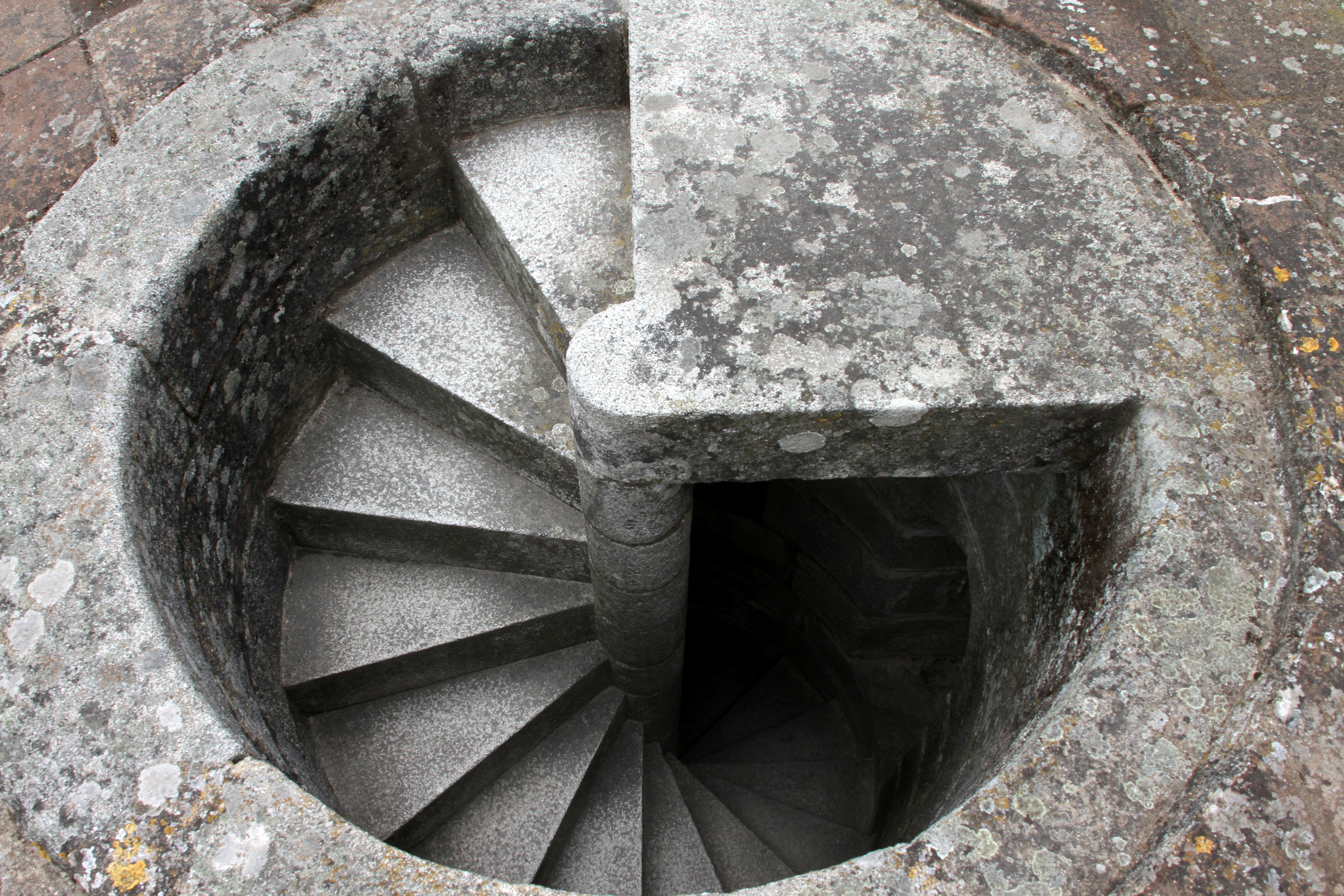
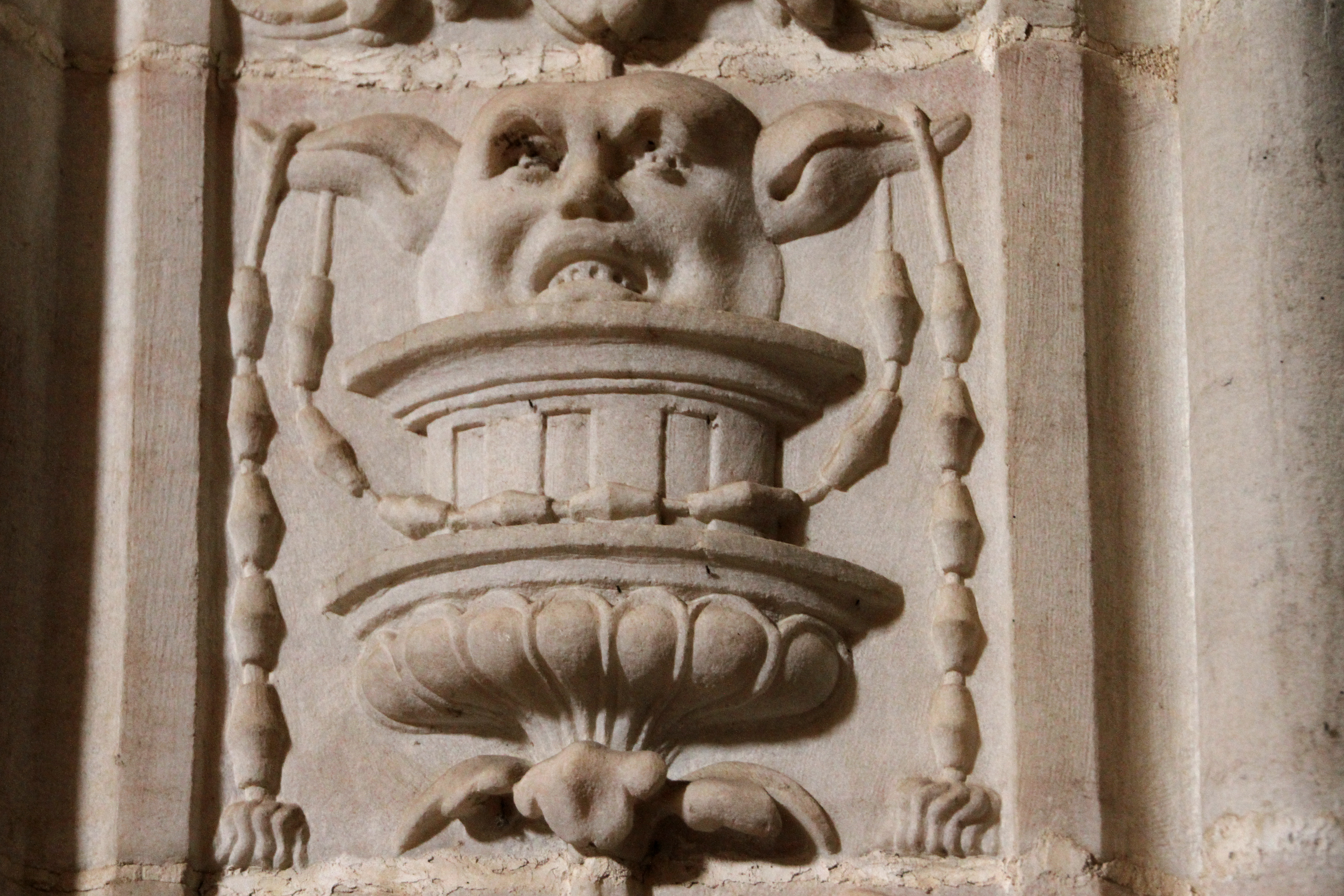
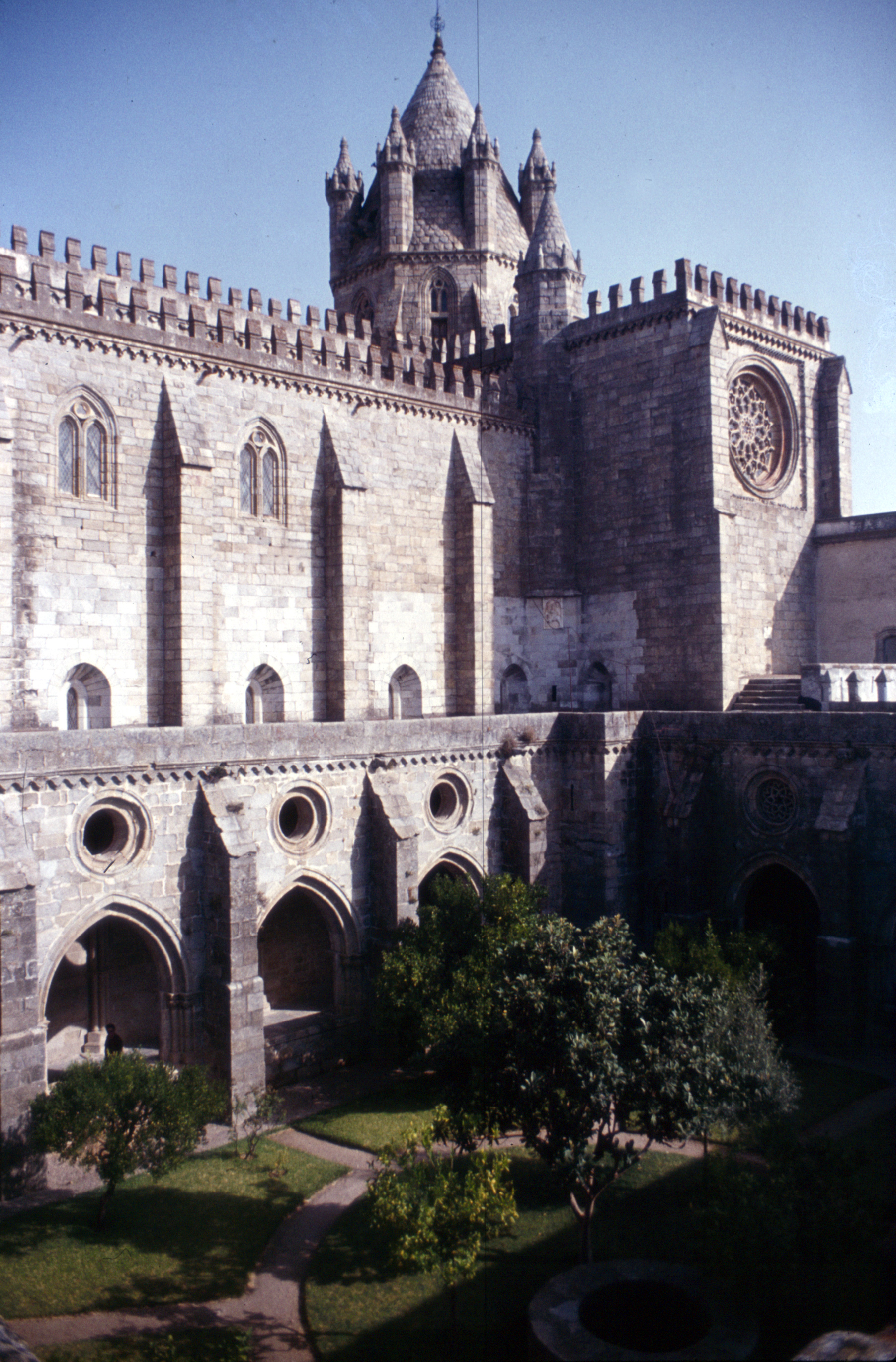